# تیموتی باتومز
تیموتی باتومز (انگلیسی: Timothy Bottoms؛ زادهٔ ۳۰ اوت ۱۹۵۱) هنرپیشه اهل ایالات متحده آمریکا است. وی از سال ۱۹۷۰ میلادی تاکنون مشغول فعالیت بوده است.
از فیلم‌هایی که وی در آن نقش داشته است می‌توان به جانی تفنگش را برداشت، عملیات سپیده‌دم، دختر همسایه، شاهزاده و سرپرست و فیل اشاره کرد.